# The Sorrow
The Sorrow byla metalcore/melodic deathmetalová hudební skupina z Rakouska založená v roce 2005. Původními členy byli Mathias Schlegl, Andreas Maser, Dominik Immler a Tobias Schädler. V roce 2006 skupina podepsala smlouvu s Drakkar Records a v roce 2007 vydala své debutové album Blessings from a Blackened Sky. 
Zanikla roku 2017, celkem má na svém kontě čtyři dlouhohrající desky.

## Diskografie

### Studiová alba
- 2007: Blessings from a Blackened Sky, Drakkar Records
- 2009: Origin of the Storm, Drakkar Records
- 2010: The Sorrow, Drakkar Records
- 2012: Misery Escape, Napalm Records